# Zagrodniki (Lutomiersk)
Zagrodniki – część miasta Lutomiersk w Polsce położona w województwie łódzkim, w powiecie pabianickim, w gminie Lutomiersk.
Rozpościerają się w okolicy ulicy Stodolnianej na południowy zachód od centrum miasta.
W latach 1975–1998 należały administracyjnie do województwa sieradzkiego.